# 1. херцеговачка моторизована бригада (Требиње)
Прва херцеговачка моторизована пешадијска бригада (Требиње) је била јединица Херцеговачког корпуса Војске Републике Српске. Бригада је основана 28. јуна 1992. у Требињу. Бригада је наследница 472. моторизоване бригаде Подгоричког корпуса 2. оперативне групе Југословенске народне армије. Требињска бригада је током рата имала 258 погинулих бораца.

## Организација
Окосницу бригаде су чинили шест пешадијских моторизованих батаљона,позадински батаљон, топовски артиљеријски дивизион 130 мм, артиљеријски дивизион 105 мм и мешовити противоклопни артиљеријски дивизион. Бригада је још имала приштапске јединице, чету војне полиције, извиђачку чету и јединице за подршку.
Бригада је била попуњена резервним официрима, подофицирима и војним обавезницима.

## Ратни пут

### 1992.
Током априла и маја, Требињска бригада, још увек као 472. бригада ЈНА, водила је жестоке борбе за неретљанску долину са хрватским и бошњачким снагама. Услед повлачења јединица ЈНА из Србије и Црне Горе 19. маја и јаких непријатељских напада, бригада губи контролу над долином Неретве, селима Слано и Равно. Нова линија одбране простирала се на преко 60 км, а Бобанска површ са двадесетак српских села остаје небрањена. Током октобра, услед повлачења Војске Југославије са Конавла, бригада формира додатни батаљон од бораца из радне обавезе и полицијског састава, али хрватске снаге разбијају батаљон и, окружујући трећи моторизовани батаљон, заузимају стратешку коту Влаштице чиме се окончавају веће борбе на требињском ратишту 1992. године.
Упркос губитку важних кота и објеката, Требињска бригада је током друге половине 1992. успела да утврди линију одбране и одбрани град Требиње. Према анализи Дејвида Ц. Избија (David C. Isby), аналитичара Ције, борци бригаде су се жилаво бранили и одбранили:
Чињеница да је једна ВРС бригада, растегнута на фронту од преко 40 километара, осујетила сталне нападе ХВ од јула до септембра - успут замало пробијајући фронт ХВ током августа - довољно говори о истрајности српске одбране.

### 1993–1994.
Од завршетка борби против хрватско-муслиманских снага у новембру претходне године, па до напада на хрватске положаје у августу 1995, бригада је провела време у борбама слабијег интензитета. Током ратних дејстава на другим ратиштима, бригада је слала борбене групе, и то у области: Осаница код Фоче, Горажде, Нишићка висораван, Трескавица, Калиновик и Улог, Сељани, Борашница и Борачко језеро, Грахово и Гламоч.

### 1995.
Након слома Републике Српске Крајине у хрватској операцији Олуја почетком августа 1995, у Требињу је међу становништвом завладала паника. Народ је веровао у продају Требиња у дипломатским преговорима, а колоне возила су почеле да гуше путеве ка Билећи и Црној Гори. Желећи да спречи преливање хрватског напада на Требиње, команда Херцеговачког корпуса планира напад на заузети део предратне требињске општине и то на правцима Пољице - Рапти - Баљивац - Бобанска површ, Хум - Завала - Запланик и Љубово - Сливница - Главска. Напад је почео 12. августа, а завршио се 30. августа. Снаге требињске бригада су биле ојачане са неколико стотина бораца из Сарајевско-романијског корпуса, али је напад пропао. Током борби погинуло је 19 бораца Требињске бригаде, 6 на Липцу 12. августа, 7 у Пољицу и 6 на Џиварском 30. августа, док је 57 рањено.